# Xinglongtai
Xinglongtai är ett stadsdistrikt och säte för stadsfullmäktige i Panjin i Liaoning-provinsen i nordöstra Kina.
1. ↑  http://www.geohive.com/cntry/cn-21.aspx